# 亚历山德罗·佩尔蒂尼

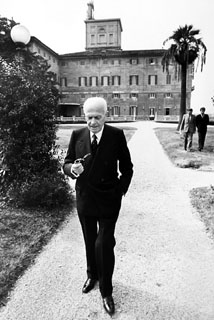
亚历山德罗·佩尔蒂尼

亚历山德罗·佩尔蒂尼（義大利語：Alessandro (Sandro) Pertini，義大利語：[alesˈsandro (ˈsandro) perˈtiːni]；1896年9月25日—1990年2月24日），意大利政治人物，记者和社会主义政治家，意大利共和国第7任总统，任期为1978年至1985年。

## 生平
佩尔蒂尼生于萨沃纳省，父亲阿尔贝托是地主。在瓦拉泽的方济各学院就读，在萨沃纳读完高中后，进入热那亚大学，获得法学学位。
佩尔蒂尼参加过第一次世界大战，并获得嘉奖。1918年战争结束后，他加入统一社会党，党领袖吉亚科莫·马泰奥蒂被法西斯分子刺杀后，佩尔蒂尼更加致力于对抗极权主义政权。1926年，他被判处拘留，但设法躲藏起来。其后组织和陪同统一社会党重要人物菲利波·图拉蒂逃到法国，在那里当泥水匠为生。1926年回到意大利，在比萨被捕，并被判处十年监禁。1935年，他被囚禁在圣斯特凡诺岛，伊特鲁里亚海上的一个岛屿。在那里，他保护了著名记者安东尼奥·葛兰西的日记。
贝尼托·墨索里尼被捕后一个月他被释放，加入了意大利抵抗运动，反对纳粹德国占领者和墨索里尼的新政权——意大利社会共和国。不久被德国人捕获，被判处死刑，后由党内派人突袭而获救。
1945年4月25日战争在意大利结束后，意大利通过宪法公投，废除了君主制，1946年佩尔蒂尼当选制宪会议（La Costituente）代表，筹备新意大利共和国宪法。
佩尔蒂尼作为意大利社会党（PSI，统一社会党与其他政党合并组成）成员，他谴责一切形式的殖民主义，以及意大利政府的腐败，在社会党内他保持一个独立的政治立场。
1968年，佩尔蒂尼担任意大利议会下院议长。1978年当选意大利总统，身为总统，他成功地恢复了公众对国家和机构的信任。1985年7月，总统任期结束后担任终身参议员。
1988年12月佩尔蒂尼在柏林第一个被联合国德国协会(Deutsche Gesellschaft für die Vereinten Nationen, DGVN)授予奥托·哈恩和平奖，以表彰他“对和平与国际事物的优秀服务，特别是他的政治伦理和实用的人性。”（"for outstanding services to peace and international understanding, especially for his political ethics and practical humanity."）